# Madhuca chiangmaiensis
Madhuca chiangmaiensis är en tvåhjärtbladig växtart som beskrevs av Chantaranothai. Madhuca chiangmaiensis ingår i släktet Madhuca och familjen Sapotaceae. Inga underarter finns listade i Catalogue of Life.